# IC 1405
IC 1405 је спирална галаксија у сазвјежђу Водолија која се налази на листи објеката дубоког неба у Индекс каталогу.
Деклинација објекта је + 2° 1' 17" а ректасцензија 21h 50m 49,8s. Привидна величина (магнитуда) објекта IC 1405 износи 14,0 а фотографска магнитуда 14,8. IC 1405 је још познат и под ознакама UGC 11826, MCG 0-55-20, CGCG 376-37, NPM1G +01.0534, PGC 67470.